# 阮小羅

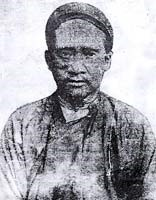
阮小羅

阮小罗（越南语：／；1863年—1911年），原名阮诚（越南语：／），是越南在法国殖民时期的一位独立运动家。

## 生平
阮小罗出生在广南省升平府醴陽縣盛美村（今廣南省升平縣平貴社貴盛村）的一个士大夫家庭，他的父亲阮長是平定布政使。咸宜元年（1885年），阮小羅前往順化參加鄉試，恰逢尊室说以咸宜帝的名义发动勤王运动，鄉試未能舉行。阮小罗返回廣南家鄉，棄文從武，以蔭生身份招募了一支义军，成為南義一帶著名的义军首领。勤王运动被镇压后，他获得官军统帅阮绅的赦免，回到家乡。然而，他却继续宣传反抗法国的思想，并与潘佩珠、陳季恰等人来往密切。
成泰十六年（1904年），阮小羅和潘佩珠成立了维新会。後來，潘佩珠前往日本，阮小羅留在國內秘密聯繫愛國志士，籌措資金。維新二年（1908年），中圻爆發民變，阮小羅因支持民變而被殖民政府逮捕，最後被判流放昆仑岛9年。
1911年11月11日，阮小羅死于昆仑岛监狱。直到1957年，他的遺體才返葬家鄉。